# イーグルアイネットワークス
イーグルアイネットワークス(英称：Eagle Eye Networks, Inc.)は、物理的警備および事業運営用途としてクラウド基盤のビデオ監視製品を提供する企業。

## 歴史
イーグルアイネットワークスは2012年にバラクーダネットワークスの設立者で元CEOのディーン・ドレイコによって設立された。ドレイコによると、バラクーダのCEOを務めていた時期に既存のビデオ監視システムの設置と利用に不満を抱えていたため、イーグルアイネットワークスの創業に至ったという。
同社の起業とその最初の製品であるEagle Eye Cloud Security Camera Video Management Systemは2014年1月に公式発表された。またその翌月にはチャンネルパートナープログラムが発表された。
2014年7月、イーグルアイネットワークスは、数百万ドルのシリーズB投資ラウンドを受けた。この投資にはマイケル・デルの個人的投資ファンドであるMSD Capitalからのものも含まれており、マイケル・デルは、バラクーダネットワークスでのディーン・ドレイコCEOの実績を見てこの投資を行ったと述べている。また、エンリケ・セーラム(シマンテックおよびAustin Venturesの元CEO)も当ラウンドに出資している。
2015年2月、金融セルフサービスセキュリティ取引会社のディボールドとイーグルアイネットワークスは、ライブおよび録画ビデオのストリーミングと保存や通知の送信、リアルタイム分析といった機能を持つクラウドベースのビデオサービスを共同で提供することを発表した。ディボールドによると、イーグルアイネットワークスは業界初のオープンAPIを持つクラウドベースビデオソリューションを開発したという。
2015年6月、イーグルアイネットワークスのCEO、ディーン・ドレイコは、5千万ドルでクラウドアクセス制御会社のBrivoを完全買収した。彼は、Brivoのクラウドアクセス管理とイーグルアイネットワークスのビデオ監視を統合すれば物理的警備業界におけるクラウド技術への移行を促進できるチャンスがあると述べている。この2社は異なる組織として運営を続けている。
2017年 4月、イーグルアイネットワークスはスウィフトセンサーズ社との提携を発表し、多業種に向けてクラウドベースの無線センサーとビデオ監視の提供を開始した。これにより、ユーザーがセンサーデータに基づいてビデオ確認の必要性を判断できる機能が加えられた。

## 製品
Eagle Eye Cloud Security Camera Video Management Systemは、アナログカメラやIPカメラをオンサイトのブリッジやクラウド管理ビデオ録画アプライアンスとつないで暗号化したビデオ録画をイーグルアイのクラウドデータセンターに送信する、クラウド管理のビデオ監視システムである。
このシステムはモバイルアプリによるシステムのインストール、遠隔ビデオ視聴、システム管理をサポートしており、モーション感知やシステム改ざん、カメラ故障の際にはアラートを送る機能も備えている。また、帯域幅管理や、ビデオ録画の保管場所をクラウドとオンプレミスのどちらにするのかもユーザーが選択できるようになっている。
Eagle Eye Video APIはオープンRESTful APIを採用しており、インテグレータやデベロッパがビデオをアプリケーションに埋め込めるようになっている。このAPIの機能には、データ保存、解析、インデックス付与、ライブおよび録画ビデオを埋め込んだアプリケーションの構築や統合に役立つインタフェースが含まれている。

## 評価
イーグルアイネットワークスは、シンプルなデザインと使いやすさを追求する姿勢を評価され、MarketWatch、ウォール・ストリート・ジャーナルなどで多くの記事に取り上げられている。
同社のクラウドベース監視カメラシステムは、2014年4月にSecurity Industry Association (米国防犯産業協会)から新しいホスト型ソリューションの1位に選ばれた。同社自体も2014年7月にCRN Magazineの新興企業トップ25に選出された。
イーグルアイネットワークスの創立者でCEOのディーン・ドレイコは、ゴールドマン・サックスの100 Most Intriguing Entrepreneurs of 2014 (2014年の注目すべき起業家100人)に選出された。